# Шилдс и Јарнел
Шилдс и Јарнел, амерички пантомимичарски тандем, формиран је 1972. године. Дуо су чинили Роберт Шилдс (Лос Анђелес, 26. март 1951) и Лорин Јарнел (Инглвуд, 21. март 1944 - Сандефјорд, 29. јул 2010).

## Роберт Шилдс
Шилдс је рођен 26. марта 1951. године у Лос Анђелесу где је завршио средњу школу. Са 18 година, док је радио као улични пантомимичар и наступао у холивудском музеју воштаних фигура, открио га је Марсел Марсо, који је Шилдсу понудио пуну стипендију за своју школу пантомиме у Паризу. Школовање је било краткорочно, јер је осећао потребу да развије свој стил. Након тога се убрзо вратио у Калифорнију где је радио на Јунион тргу у Сан Франциску. Шилдс се сматра зачетником „робот“ покрета. Године 1974. Шилдс се појавио у филму Прислушкивање Франсиса Форда Кополе. Барнун и Бејли циркус браће Ринглинг га је 1988. године ангажовао за позицију редитеља кловновања.
Лорин Јарнел и Роберт Шилдс су се упознали док су радили на Фол-де-Рол-у, ТВ специјалу на коме је Шилдс имао своје прво појављивање на телевизији.

## Лорин Јарнел
Лорин Јарнел је рођена 21. марта 1944. године у Инглвуду у Калифорнији. Пре него што је упознала Шилдса, радила је као играчица и глумица у многобројним филмовима и ТВ емисијама, као и оф-Бродвеј мјузиклима.
Као гост појављивала се у Мапет шоу и Чудесној жени. Обе емисије су укључивале и њеног тадашњег супруга, Роберта Шилдса.
У улози Клаудин, учествовала је у продукцији мјузикла Кан-кан из 1983. године у Муни позоришту у Сент Луису. Јарнел је играла у улози Дот Матрикс у филму Мел Брукса Свемирске лопте из 1987. године.

## Дуо
Шилдс и Јарнел тим је рођен на улицама Сан Франциска. Њихова специјалност била је у преузимању карактеристика робота, са многим појединачним, намерним покретима (за разлику од нормалног глатког покрета) који су стереотипни за роботе и рану аниматронику, побољшан њиховом способношћу да се уздрже од трептаја током дужег времена. Звали су себе „Клинкерима“.
Њихова плесна и пантомимичарска представа приказивана је од 1977—1978. године на властитом Си-Би-Ес телевизијском комедијском програму, Шилдс и Јарнел шоу. Појавили су се на 400 националних телевизијских емисија у САД-у, укључујући Сат комедије Сони и Шер, Ред Скелтон шоу, Мапет шоу (1979) и Вечерњи шоу Џонија Карсона. У верзији филма Дивљи, дивљи запад из 1979. године, дуо је глумио „људе од шесто долара“. Наступали су у неуспешној музичкој представи Бродвејска ревија у Њујорку. Врхунце њихових каријера чине представе за два америчка председника, наступ за краљицу Елизабету II, као и кинеска турнеја са комичарем Бобом Хоупом.
Њихове телевизијски специјал Играчке у граду награђен је Емијем.
Награду су добили и као Лас Вегас забављачи године.

## Период након развода
Шилдс и Јарнел су били у браку у периоду од 1972. до 1986. године. Шилдс је отворио продавницу накита и покренуо уметнички бизнис у Седони, Аризона, док се Јарнел преудала и преселила у Норвешку 1998. године. Периодично су се састајали како би као дуо ишли на турнеје. Преминула је од можданог анеуризма 29. јула 2010. године.
2002. године, Шилдс је упознао Лори Бурк, певачицу из Седоне са којом се оженио септембра 2006. године. Лори је следећег пролећа дијагностикован тумор на мозгу наког чега је преминула априла 2007. године. У периоду од 2009. до 2014. године био је у браку са Џенифер Грифитс. Шилдс тренутно живи у Верди долини у Аризони где слика, ствара скулптуре и дизајнира накит.